# Kristina Zakirowa
Kristina Zakirowa (ur. 24 listopada 1996) – rosyjska skoczkini narciarska.
19 lutego 2013 zajęła osiemnaste miejsce na europejskim festiwalu młodzieży w konkurencji indywidualnej, po skokach na 58,0 i 56,5 metry. Dwa dni później zdobyła brązowy medal w konkurencji drużynowej, w której wystąpiła wraz z Aliną Bobrakową, Ajsyłu Fachiertdinową i Aloną Sutiaginą. 22 lutego wystartowała w konkursie drużyn mieszanych, tym razem wraz z Aliną Bobrakową, Siergiejem Szulajewem i Maksimem Migaczowem. Rosyjska drużyna zajęła wówczas piąte miejsce.

## Zimowy olimpijski festiwal młodzieży Europy
| Miejsce | Dzień     | Rok  | Miejscowość | Skocznia                    | Punkt K | HS    | Konkurs      | Skok 1 | Skok 2 | Nota                  | Strata    | Zwycięzca      |
| ------- | --------- | ---- | ----------- | --------------------------- | ------- | ----- | ------------ | ------ | ------ | --------------------- | --------- | -------------- |
| 18.     | 19 lutego | 2013 | Râșnov      | Trambulina Valea Cărbunării | K-64    | HS-72 | indywid.     | 58,0 m | 56,5 m | 176,1 pkt             | 48,9 pkt  | Anna Rupprecht |
| 3.      | 21 lutego | 2013 | Râșnov      | Trambulina Valea Cărbunării | K-64    | HS-72 | druż.        | 54,5 m | 56,0 m | 658,7 pkt (163,0 pkt) | 154,2 pkt | Czechy         |
| 5.      | 21 lutego | 2013 | Râșnov      | Trambulina Valea Cărbunării | K-64    | HS-72 | druż. miesz. | 59,0 m | 54,0 m | 772,8 pkt (170,5 pkt) | 115,7 pkt | Czechy         |